# Страхование домашнего имущества
Страхова́ние дома́шнего иму́щества — является подвидом имущественного страхования, покрывающим риски повреждения или потери личного имущества граждан при условии, что оно расположено в доме страхователя.
В некоторых случаях покрывается и имущество, на короткий срок покидающее территорию дома страхователя.
В данном контексте «домашнее имущество» означает любую вещь, не являющуюся составной частью дома (постоянная составная часть дома может быть застрахована лишь посредством страхования дома). Некоторые полисы страхования домашнего имущества могут также включать имущество, хранящееся в пристройках и в саду, являющихся составной частью дома.
Обычно, страхование домашнего имущества продаётся вместе со страховым покрытием недвижимого имущества, но также может предоставляться отдельно, особенно по отношению к съёмщикам жилья.